# Francisco de Salinas

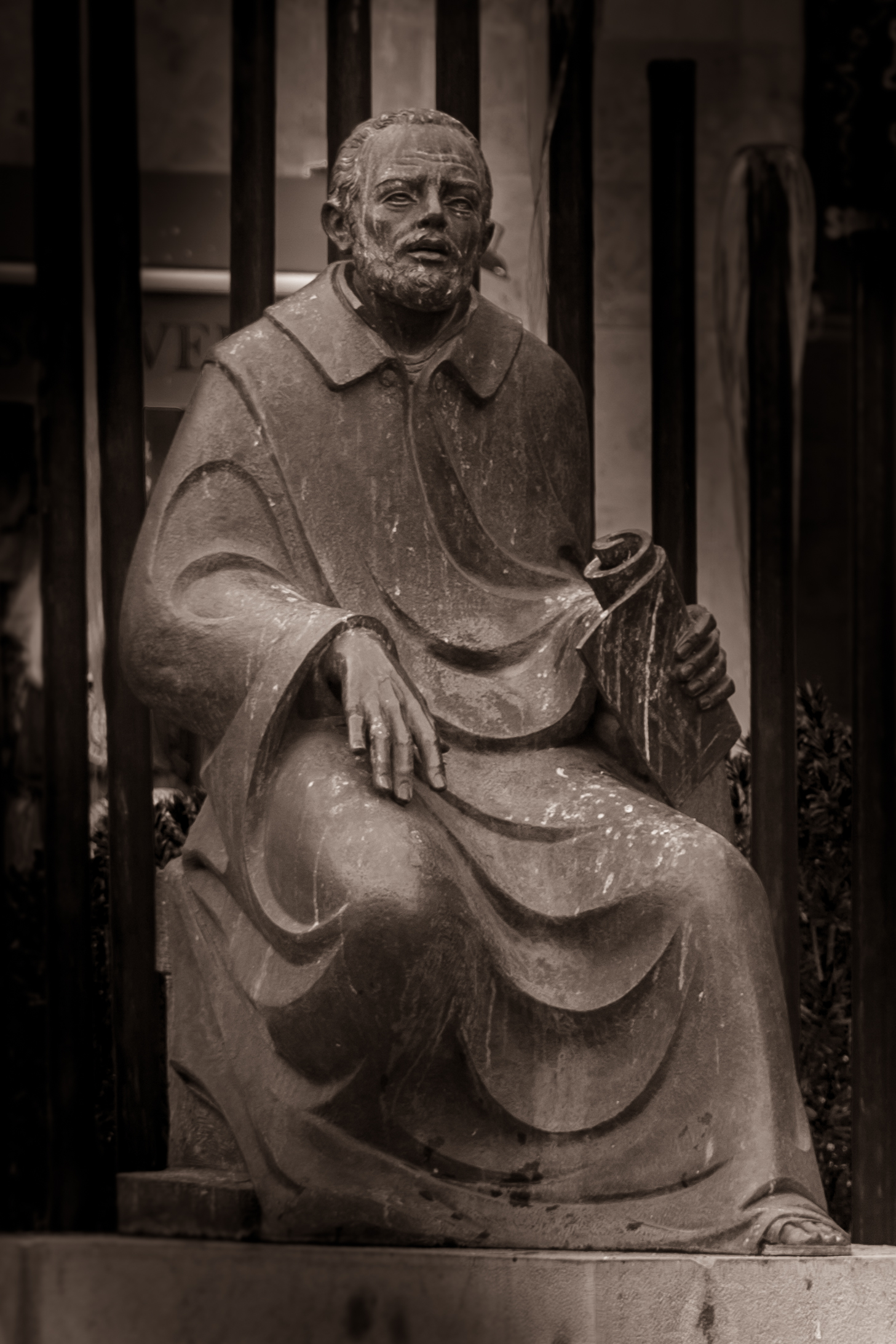
Francisco de Salinas, Denkmal in Salamanca

Francisco de Salinas (* 1. März 1513 in Burgos; † 13. Januar 1590 in Salamanca) war ein spanischer Musiker, Organist, Musiktheoretiker und Lehrer an der Universität Salamanca.

## Leben
Francisco de Salinas wurde als Sohn des Schatzmeisters von Kaiser Karl V. geboren. Ab dem Alter von zehn Jahren war er blind. Er erhielt eine gründliche musikalische Ausbildung in Gesang und Orgelspiel und studierte Philosophie und Alte Sprachen an der Universität Salamanca. 1537 musste er aus finanziellen Gründen sein Studium aufgeben und trat in die Dienste von Gómez Sarmiento de Villandrando, Erzbischof von Santiago de Compostela, der 1538 in den Kardinalsrang erhoben wurde. 1539 begleitete er den Kardinal nach Rom und befasste sich dort mit humanistischen Studien und antiken musiktheoretischen Schriften.
Nach dem Tod des Kardinals trat er in den Dienst u. a. von Kardinal Rodolfo Pio da Carpi und Kardinal Francisco Mendoza de Bobadilla. Er wurde in Rom zum Priester geweiht und lebte die folgenden Jahre in Italien. Protegiert durch die Päpste, hatte er die Gelegenheit, die Vatikanische Bibliothek zu benutzen. Er studierte Schriften antiker Autoren zu Musik und Mathematik, sowie Schriften von Zarlino und anderen zeitgenössischen Italienern, die sich mit musiktheoretischen Fragen beschäftigten.
Der Papst ernannte Salinas zum Abt von San Pancracio de Rocca Scalegna in Neapel, das zu jener Zeit als musikalisches Zentrum des Königreichs Neapel galt. In Rom hatte er die Gelegenheit, den Lautenisten Francesco da Milano sowie Orlando di Lasso kennenzulernen, mit Bartolomé de Escobedo (1515–1563), Leiter der Cappella pontificia, verband ihn eine enge Freundschaft.
Zwischen 1553 und 1558 war er Organist der Kapelle des Vizekönigs von Neapel, Fernando Álvarez de Toledo, Herzog von Alba, die unter der Leitung des Kapellmeisters Diego Ortiz stand.
1567 erhielt er einen Ruf an die Universität Salamanca, wo er bis 1587 unterrichtete.

## Werke
Salinas Kompositionen für Orgel sind nicht erhalten, es existieren aber vereinzelt noch Stücke für Soloinstrument oder Singstimme und Kammerensemble. Von weitreichendem Einfluss blieb sein Buch De musica libri septem.

### „De musica libri septem“
1577 wurde das Buch in Salamanca bei dem flämischen Drucker Matías Gast gedruckt. Es gilt als Meilenstein musikwissenschaftlicher Forschung.
Salinas setzt sich in seiner umfangreichen, in klassischem Latein verfassten Untersuchung, kritisch mit musiktheoretischen Texten der Vergangenheit auseinander, verwirft oder akzeptiert sie. Protegiert durch die Päpste, hatte er in Rom Zugang zur vatikanischen Bibliothek. Zu den Quellen, die er benutzen konnte, gehören Texte zur Musik und zur Mathematik u. a. von Plato und Aristoteles, von Aristoxenos von Taranto, Ptolemäus, Quintilian, Aulus Gellius, Didymos von Alexandria, Augustinus, Martianus Capella, Boethius, Beda Venerabilis oder Guido von Arezzo.
Das Werk ist gegliedert in sieben Bücher (libri), in denen Harmonie und Rhythmus abgehandelt werden.
In der Einführung geht es zunächst um Grundsätzliches, wie die Beziehung der Musik zu anderen Wissenschaften oder um die Ausbildung von Musikern.
Im ersten Buch geht Salinas ausführlich auf die mathematischen Grundlagen ein, die für das Studium der Musik erforderlich sind. In Buch zwei und drei handelt er Probleme der Stimmung ab (Chromatik, Konsonanzen, Assonanzen, Dissonanzen etc.), Buch vier betrifft die Modi, Buch fünf und sechs Vers und Metrum, in Buch sieben geht es u. a. um die Unterrichtung von Musikern, und es enthält musikalische Beispiele. So prägt er in seinem Buch den Begriff Folia für ein berühmt gewordenes und unzählige Male variiertes musikalisches Motiv, bzw. eine Liedform, deren Wurzeln in einem ländlichen portugiesischen Tanz liegen.

## Schriften
- De musica libri septem. Mathias Gastius, Salamanca, 1577, 1592.
Reprint. Hrsg. von Macário Santiago Kastner. Bärenreiter, Kassel, 1958. (Documenta Musicologica. 1. Nr. 13.)
- De musica libri septem. Hrsg. Bernardo García-Bernalt Alonso, Amaya García Pérez. Einf. Margarita Becedas González. Universidad de Salamanca 2014. ISBN 978-84-9012-362-1